# Country-Musik 1975
Die Liste bietet eine Übersicht über das Jahr 1975 im Genre Country-Musik.

## Events
Bei der Verleihung der CMA Awards im Oktober präsentierte Charlie Rich (der CMA „Entertainer of the Year“ des Vorjahrs) die Gewinner. Nachdem er den Umschlag geöffnet hatte, nahm er ein Feuerzeug, und verbrannte den Zettel mit dem Namen des Gewinners. Danach verkündete er mit hörbarem Widerwillen: „Mein guter Freund John Denver!“ Mit dieser Aktion wollte Rich seine Unzufriedenheit mit dem Abdriften der Country-Musik ins Pop-Lager ausdrücken.

## Top Hits des Jahres

### Nummer-1-Hits
- 4. Januar – The Door – George Jones
- 11. Januar – Ruby Baby – Billy „Crash“ Craddock
- 18. Januar – Kentucky Gambler – Merle Haggard and the Strangers
- 25. Januar – (I'd Be) A Legend in My Time – Ronnie Milsap
- 1. Februar – City Lights – Mickey Gilley
- 8. Februar – Then Who Am I – Charley Pride
- 15. Februar – Devil in the Bottle" – T.G. Sheppard
- 22. Februar – Sneaky Snake / I Care – Tom T. Hall
- 1. März – It's Time to Pay the Fiddler – Cal Smith
- 8. März – Linda on My Mind – Conway Twitty
- 15. März – Before the Next Teardrop Falls – Freddy Fender
- 29. März – The Bargain Store – Dolly Parton
- 5. April – I Just Can't Get Her Out of My Mind – Johnny Rodriguez
- 12. April – Always Wanting You – Merle Haggard and the Strangers
- 26. April – Blanket on the Ground – Billie Jo Spears
- 3. Mai – Roll On Big Mama – Joe Stampley
- 10. Mai – She's Actin' Single (I'm Drinkin' Doubles) – Gary Stewart
- 17. Mai – (Hey Won't You Play) Another Somebody Done Somebody Wrong Song – B. J. Thomas
- 24. Mai – I'm Not Lisa – Jessi Colter
- 31. Mai – Thank God I'm a Country Boy" – John Denver
- 7. Juni – Window Up Above – Mickey Gilley
- 14. Juni – When Will I Be Loved – Linda Ronstadt
- 21. Juni – You're My Best Friend – Don Williams
- 28. Juni – Tryin' to Beat the Morning Home – T.G. Sheppard
- 5. Juli – Lizzie and the Rainman – Tanya Tucker
- 12. Juli – Movin' On (Theme from the TV Series) – Merle Haggard and the Strangers
- 19. Juli – Touch the Hand – Conway Twitty
- 2. August – Just Get Up and Close the Door – Johnny Rodriguez
- 9. August – Wasted Days and Wasted Nights – Freddy Fender
- 23. August – Rhinestone Cowboy – Glen Campbell
- 6. September – Feelin's – Conway Twitty and Loretta Lynn
- 13. September – Rhinestone Cowboy – Glen Campbell
- 20. September – Daydreams About Night Things – Ronnie Milsap
- 4. Oktober – Blue Eyes Cryin' in the Rain – Willie Nelson
- 18. Oktober – Hope You're Feelin' Me (Like I'm Feelin' You) – Charley Pride
- 25. Oktober – San Antonio Stroll – Tanya Tucker
- 1. November – (Turn Out the Light and) Love Me Tonight – Don Williams
- 8. November – I'm Sorry – John Denver
- 15. November – Are You Sure Hank Done it This Way – Waylon Jennings
- 22. November – Rocky – Dickey Lee
- 29. November – It's All in the Movies – Merle Haggard and the Strangers
- 6. Dezember – Secret Love – Freddy Fender
- 13. Dezember – Love Put a Song in My Heart – Johnny Rodriguez
- 20. Dezember – Convoy – C. W. McCall

### Weitere Hits
- All Over Me – Charlie Rich
- Bandy the Rodeo Clown – Moe Bandy
- The Best Way I Know How – Mel Tillis and the Statesiders
- Bob Wills is Still the King – Waylon Jennings
- Brass Buckles – Barbi Benton
- Classified – C. W. McCall
- Country Boy (You've Got Your Feet in LA) – Glen Campbell
- Deal – Tom T. Hall
- Don't Cry Joni – Conway Twitty (featuring Joni Lee Twitty)
- Easy as Pie – Billy „Crash“ Craddock
- Every Time You Touch Me (I Get High) – Charlie Rich
- The First Time – Freddie Hart
- Forgive and Forget – Eddie Rabbitt
- Great Expectations – Buck Owens
- Have You Never Been Mellow – Olivia Newton-John
- He's My Rock – Brenda Lee
- Heat Wave – Linda Ronstadt
- Home – Loretta Lynn
- Hoppy, Gene and Me – Roy Rogers
- I Ain't All Bad – Charley Pride
- I Can't Help It (If I'm Still in Love With You) – Linda Ronstadt
- I Like Beer – Tom T. Hall
- I Love the Blues and the Boogie-Woogie – Billy „Crash“ Craddock
- I Should Have Married You – Eddie Rabbitt
- I'll Go to My Grave Loving You – Statler Brothers
- I'm a Believer – Tommy Overstreet
- If I Could Only Win Your Love – Emmylou Harris
- It Do Feel Good – Donna Fargo
- It Was Always So Easy to Find an Unhappy Woman – Moe Bandy
- Jason's Farm – Cal Smith
- The Letter That Johnny Walker Read – Asleep at the Wheel
- Like Old Times Again – Ray Price
- Little Band of Gold – Sonny James
- A Little Bit South of Saskatoon – Sonny James
- Love in a Hot Afternoon – Gene Watson
- Love is a Rose – Linda Ronstadt
- Lyin' Eyes – Eagles
- Mamas Don't Let Your Babies Grow Up to Be Cowboys – Ed Bruce
- Misty – Ray Stevens
- My Boy – Elvis Presley
- My Elusive Dreams – Charlie Rich
- Out of Hand – Gary Stewart
- Overnight Sensation – Mickey Gilley
- Penny – Joe Stampley
- The Pill – Loretta Lynn
- Please Mr. Please – Olivia Newton-John
- Rainy Day Woman – Waylon Jennings
- Reconsider Me – Narvel Felts
- Rock On Baby – Brenda Lee
- Roses and Love Songs – Ray Price
- Say Forever You'll Be Mine – Porter Wagoner and Dolly Parton
- The Seeker – Dolly Parton
- She Talked a Lot About Texas – Cal Smith
- Singin' in the Kitchen – Bobby Bare with the Family
- Smoky Mountain Memories – Mel Street
- Still Thinkin' 'Bout You – Billy „Crash“ Craddock
- Sweet Surrender – John Denver
- That's Where My Woman Begins – Tommy Overstreet
- There I Said It – Margo Smith
- There's a Song on the Jukebox – David Wills
- These Days (I Barely Get By) – George Jones
- Third Rate Romance – Amazing Rhythm Aces
- Too Late to Worry, Too Blue to Cry – Ronnie Milsap
- T-R-O-U-B-L-E – Elvis Presley
- U.S. of A – Donna Fargo
- We Used To – Dolly Parton
- What in the World's Come Over You – Sonny James
- What's Happened to Blue Eyes – Jessi Colter
- Whatcha Gonna Do With a Dog Like That – Susan Raye
- Where Love Begins – Gene Watson
- Wolf Creek Pass – C. W. McCall
- Woman in the Back of My Mind – Mel Tillis and the Statesiders
- Wrong Road Again – Crystal Gayle
- You Never Even Called Me By My Name – David Allan Coe

## Alben (Auswahl)
- Before the Next Teardrop Falls – Freddy Fender (ABC/Dot)
- Dreaming My Dreams – Waylon Jennings (RCA)
- Hank Williams Jr. and Friends – Hank Williams Jr. (MGM)
- Old No. 1 – Guy Clark (RCA)
- Pieces of the Sky – Emmylou Harris (Reprise)
- Red Headed Stranger – Willie Nelson (Columbia)
- Rhinestone Cowboy – Glen Campbell (Capitol)
- Somebody Loves You – Crystal Gayle (United Artists)
- Vocal Group of the Decade – Tompall Glaser and the Glaser Brothers (MGM)

## Geboren
- 30. November – Mindy McCready

## Gestorben
- 13. Mai – Bob Wills (70), Mitbegründer des Western Swing
- 7. Juli – George Morgan (51), Grand Ole Opry Star der 1940er und 1950er Jahre, Vater von Lorrie Morgan
- 19. Juli – Lefty Frizzell (47), Honky Tonk Legende der 1950er Jahre

## Neue Mitglieder der Hall of Fames

### Country Music Hall of Fame
- Minnie Pearl

### Nashville Songwriters Hall of Fame
- Bill Anderson
- Danny Dill
- Eddie Miller
- Marty Robbins
- Wayne Walker
- Marijohn Wilkin[1]

## Die wichtigsten Auszeichnungen

### Grammy Awards
- Best Female Country Vocal Performance – Anne Murray – Love Song
- Best Male Country Vocal Performance – Ronnie Milsap – Please Don't Tell Me How The Story Ends
- Beste Country Performance By A Duo Or Group – The Pointer Sisters – Fairytale
- Best Country Instrumental Performance – Chet Atkins – The Atkins – Travis Traveling Show
- Best Country Song – A Very Special Love Song – Autoren: Billy Sherrill, Norris Wilson, Interpret: Charlie Rich

### Academy of Country Music Awards
- Entertainer Of The Year – Mac Davis
- Song Of The Year – Country Bumpkin – Cal Smith – Don Wayne
- Single Of The Year – Country Bumpkin – Cal Smith
- Album Of The Year – Back Home Again – John Denver
- Top Male Vocalist – Merle Haggard
- Top Female Vocalist – Loretta Lynn
- Top Vocal Duo – Conway Twitty und Loretta Lynn
- Top New Male Vocalist – Mickey Gilley
- Top New Female Vocalist – Linda Ronstadt

### Country Music Association Awards
- Entertainer of the Year – John Denver
- Male Vocalist of the Year – Waylon Jennings
- Female Vocalist of the Year – Dolly Parton
- Instrumental Group of the Year – Roy Clark and Buck Trent
- Vocal Group of the Year – Statler Brothers
- Vocal Duo of the Year – Conway Twitty and Loretta Lynn
- Single of the Year – Before the Next Teardrop Falls – Freddy Fender
- Song of the Year – Back Home Again, John Denver
- Album of the Year – A Legend in My Time, Ronnie Milsap
- Instrumentalist of the Year – Johnny Gimble

### American Music Awards
- Favorite Country Male Artist – Charlie Rich
- Favorite Country Female Artist – Olivia Newton-John
- Favorite Country Band/Duo/Group – Conway Twitty & Loretta Lynn
- Favorite Country Album – Let Me Be There – Olivia Newton-John
- Favorite Country Song – The Most Beautiuful Girl – Charlie Rich